# Zhangjiang Gaoke
Zhangjiang Gaoke (chiń. 张江高科站) – stacja metra w Szanghaju, na linii 2. Zlokalizowana jest pomiędzy stacjami Longyang Lu oraz Jinke Lu. Została otwarta 26 grudnia 2000.